# John Lindroth (tornász)
Johan Hjalmar „John” Lindroth (Finnország, Karijoki, 1883. szeptember 17. – Finnország, Helsinki, 1960. július 24.) olimpiai bronzérmes finn tornász.
Az 1908. évi nyári olimpiai játékokon indult, és mint tornász versenyzett. Csapat összetettben bronzérmes lett.